# スティーヴン・リーコック
スティーヴン・バトラー・リーコック（英語: Stephen Butler Leacock、1869年12月30日 - 1944年3月28日）は、カナダのユーモア作家、大学教授、政治学者、経済学者。
イギリス流のユーモアとアメリカのホラ話を巧みに混ぜ合わせた作品が特徴で、後世のユーモア作家らに多大な影響を与えた。

## 経歴
イギリス・ワイト島生まれ。
6歳のときにカナダへ移住し、長じてトロント大学、シカゴ大学に学んだ。1903年からモントリオールのマギル大学で約30年間政治学を教授する傍ら、『ナンセンス小説集』（Nonsense Novels, 1911年）ほか、『町の日向点描』（Sunshine Sketches of a Little Town, 1912年）、『わがイギリス発見』（My Discovery of England, 1922年）など多数の短編集を著した。カナダのみならずイギリス、アメリカにおいても人気を獲得し、マーク・トゥエーンの再来と評された。
批評家としても健筆をふるい、『マーク・トウェイン』（Mark Twain, 1932年）、『チャールズ・ディケンズ』（Charles Dickens, 1933年）などの評伝がある。
ほかに、自伝『あとに残した少年』（The Boy I Left Behind, 1946年）がある。

## 著作
日本語文献

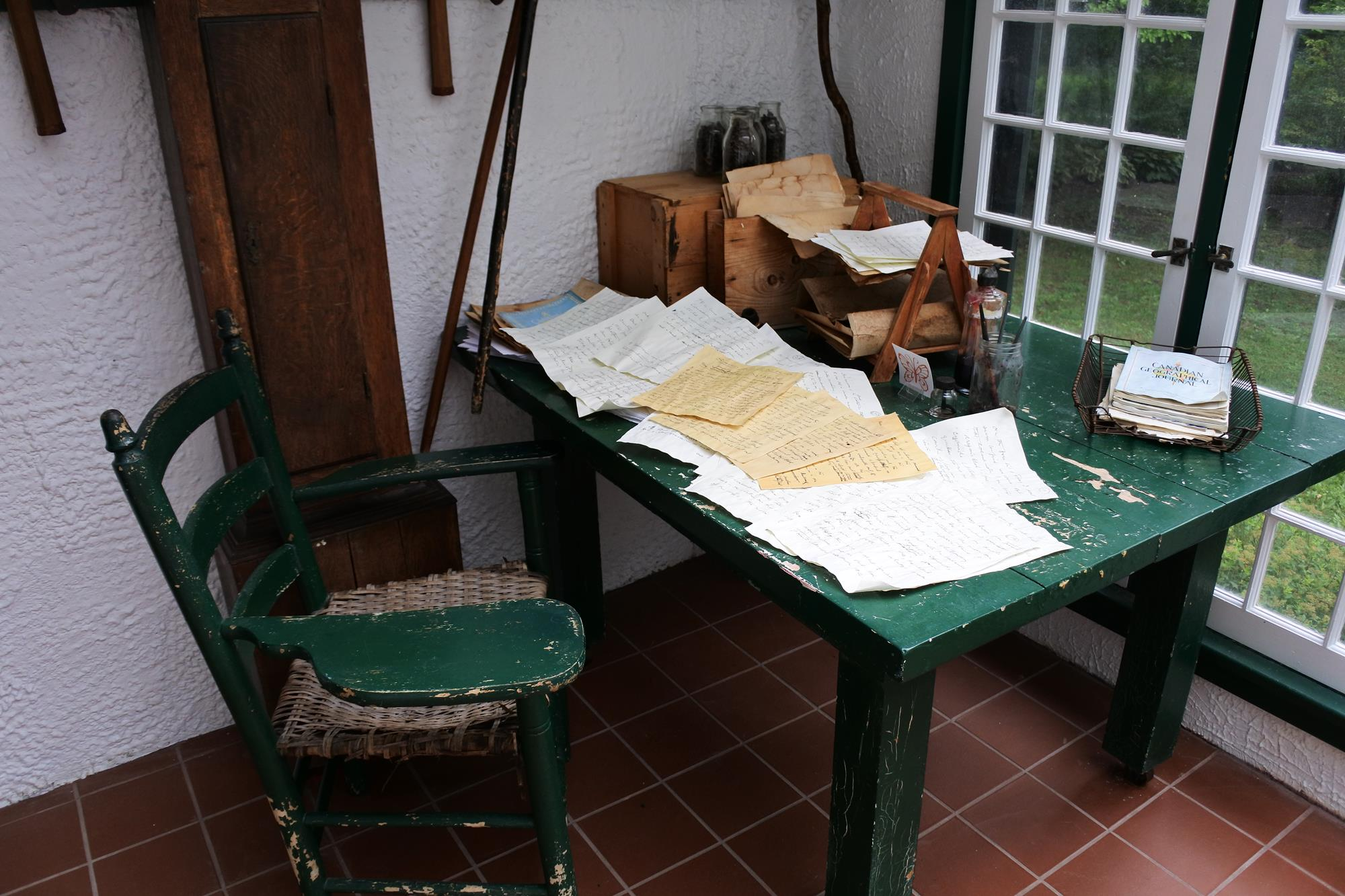
遺品の机と椅子

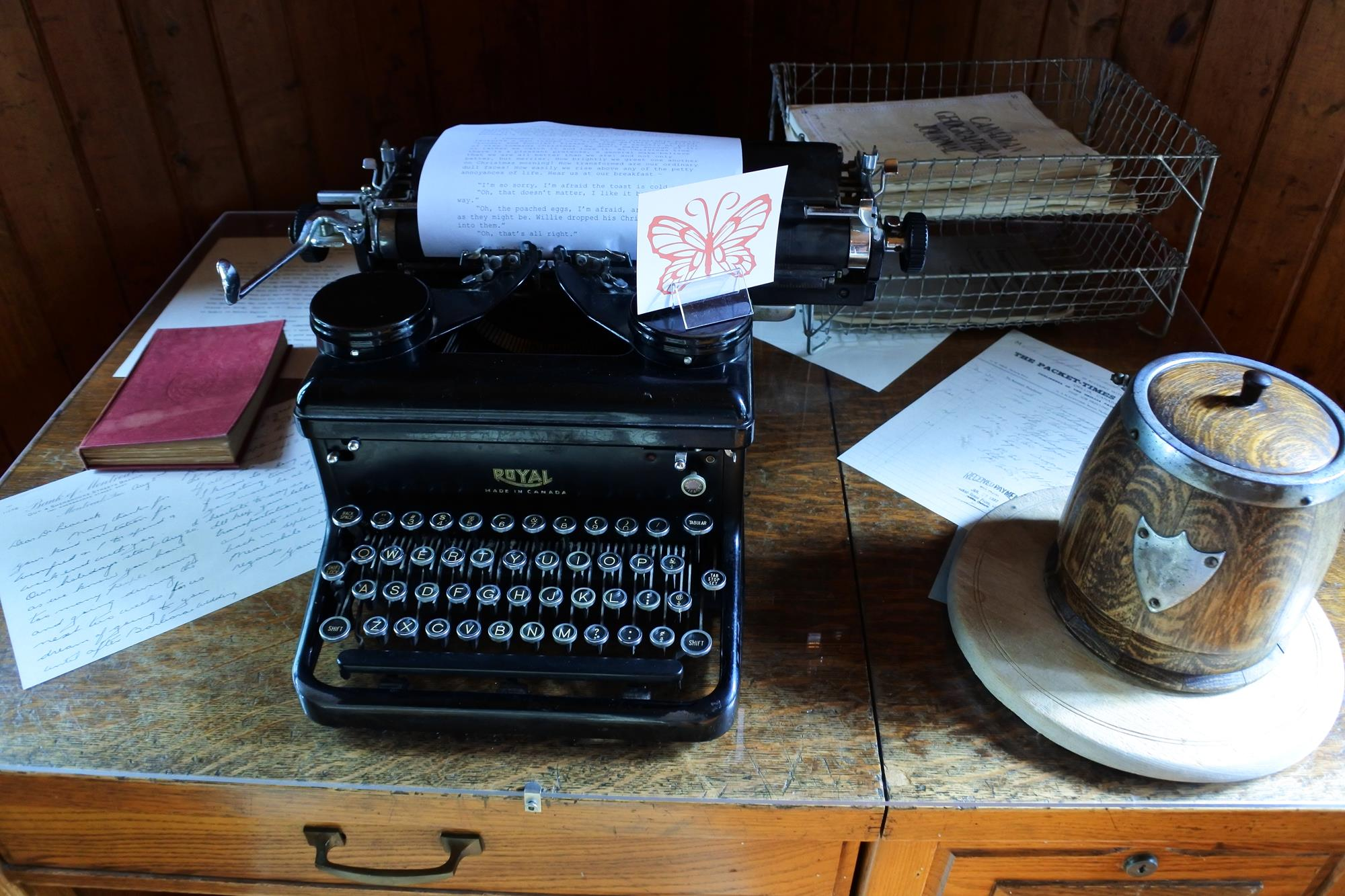
同タイプライター

- 東健而 訳『世界滑稽名作集』改造社〈世界大衆文学全集 第34巻〉、1929年6月。
  - 奮闘生活
  - 殿下を訪問
  - 盗まれたプリンス
  - 超人の恋
- 『バンカーから死体が：ゴルフ・ミステリー傑作選』小鷹信光 編訳、東京書籍〈シリーズ・ザ・スポーツノンフィクション 別巻〉、1988年10月。
  - ゴルフ虎の巻
- 『ユーモア・スケッチ傑作展』 1巻、浅倉久志 編訳、国書刊行会〈ユーモア・スケッチ大全 1〉、2021年12月20日。
  - 逆行魔
  - 騎士道残酷物語
  - 二百歳まで生きる法
  - 億万長者になる法
  - 善行魔
  - 名探偵危機一髪
  - スパイ戦線異常あり
  - バッガム荘の怪
  - 奇術師の復讐
  - 客間手品師撃退法
- 『ユーモア・スケッチ傑作展』 2巻、浅倉久志 編訳、国書刊行会〈ユーモア・スケッチ大全 2〉、2022年1月24日。
  - 架空会見記
  - Ｑ――ある怪奇心霊実話
  - 五十六番
  - 大いなる魂の悲しみ
- 『ユーモア・スケッチ傑作展』 3巻、浅倉久志 編訳、国書刊行会〈ユーモア・スケッチ大全 3〉、2022年2月28日。
  - がんばれガートルード、または純真な17歳
  - 鏡のごとき航海は……
- 『すべてはイブからはじまった　ミクロの傑作圏』浅倉久志 編訳、国書刊行会〈ユーモア・スケッチ大全 4〉、2022年3月27日。
  - ＡＢＣ物語
  - 専門化がもっと進めば
  - 成功の秘訣
  - 多幸小説のすすめ

## 参考資料
- Ferris, Ina (1978-06-06). “The Face in the Window: Sunshine Sketches Reconsidered” (英語). Studies in Canadian Literature. ISSN 1718-7850.
- Legate, David M. (1970) (English). Stephen Leacock: A Biography. Toronto: Doubleday Canada. OCLC 1036976678
- MacMillan, Margaret (2009). Stephen Leacock. Toronto: Penguin Canada. ISBN 978-0-670-06681-0. OCLC 302060920
- Moritz, A. F.; Moritz, Theresa Anne (1985). Leacock: A Biography. Toronto: Stoddart Publishing. ISBN 0-7737-2027-8. OCLC 12555441

### Libraries
- National Library of Canada
- Leacock at "English-Canadian writers", Athabasca University, by Lee Skallerup, with add. links

### Electronic editions
- Works by スティーヴン・リーコック in eBook form at Standard Ebooks
- Stephen Leacockの作品 （インターフェイスは英語）- プロジェクト・グーテンベルク
- Stephen Leacock - Faded Page (Canada)
- スティーヴン・リーコックに関連する著作物 - インターネットアーカイブ
- スティーヴン・リーコックの著作 - LibriVox（パブリックドメインオーディオブック）
- スティーヴン・リーコックの著作 - インターネットアーカイブ内のOpen Library（英語）
- Works by Stephen Leacock at The Online Books Page
- Works by Stephen Leacock at Digital Archive (Toronto Public Library)
- Sunshine Sketches Radio Play CBC Radio Adaptation 1946
- Index of twenty-nine Stephen Leacock stories read in Mister Ron's Basement Podcast